# Pteronymia fulvescens
Pteronymia fulvescens är en fjärilsart som beskrevs av Frederick DuCane Godman och Osbert Salvin 1879. Pteronymia fulvescens ingår i släktet Pteronymia och familjen praktfjärilar. Inga underarter finns listade.